# Reymers van der Buttinge
Reymers van der Buttinge was een Zeeuws adellijk geslacht.

## Wapen
Het wapen van de familie Reymers van der Buttinge leefde tot 1816 voort in het wapen van de Zeeuwse gemeente Buttinge en Zandvoort. Sinds 1997 valt Buttinge onder de gemeente Veere.
Het wapen dat naamgever Reymer voerde, was een rode arend op een wit veld. We vinden Reymer ook terug op een staat van leenmannen, waarop vermeld staat hoeveel manschappen men ter heervaart heeft te stellen. Reymer had te stellen: "vier vechtende te voet".

## Geschiedenis
De familie Reymers van der Buttinge komt in de archieven voor als Reyner, Reinier of Reymers, al dan niet met de toevoeging Van der Buttinge.
Door middel van huwelijken knoopte de familie Reymers van der Buttinge banden aan met de Middelburgse bestuurselite en met edelen van gelijk en hoger aanzien.
Reymers dochter Catharina trouwde met Jan Raasz van Kruiningen, een telg uit een riddergeslacht.
Over Willem († ca. 1447) en Floris († ca. 1453), de oudste twee zonen van Reymer Willemsz van der Buttinge, is het meest bekend. De oudste zoon van Willem, Reymer († 1486), was burgemeester en schepen van Middelburg en huwde met de verder onbekende Janne Pieter Hartsdr. Reinier Willemszoon van der Buttinge zegelde met een arend, in 1466.
Toen aartshertog Philips van Oostenrijk, als graaf van Zeeland, in de abdij van Middelburg bij de Hoge Vierschaar zat in 1502, was ook Reinier Willemszoon van der Buttinge aanwezig.
Floris Reymersz bracht met zijn vrouw, een dochter van Jan van Sabbinge, drie dochters voort; de oudste, Margaretha, huwde met Wolfert Laurensz van Kats, en Cathelijne met Welleman Jansz van Sabbinge. De laatstgenoemde was een edelman afkomstig van Wolphaartsdijk.
Het geslacht Reymers van der Buttinge stierf in de het eerste kwart van de zestiende eeuw uit in mannelijke lijn uit. We komen nog telgen tegen op Zuid-Beveland in de zestiende eeuw. In 1518 is er nog het "Reymers Ambacht" te Yerseke, waar de familie al enkele eeuwen land bezat.
Margaretha, de dochter van Jacob Reymersz († 1506), had in 1535 het ambachtsbezit verkocht.